# Liste der Bodendenkmäler in Krummennaab
Auf dieser Seite sind die Bodendenkmäler in der Oberpfälzer Gemeinde Krummennaab zusammengestellt. Diese Tabelle ist eine Teilliste der Liste der Bodendenkmäler in Bayern. Grundlage ist die Bayerische Denkmalliste, die auf Basis des Bayerischen Denkmalschutzgesetzes vom 1. Oktober 1973 erstmals erstellt wurde und seither durch das Bayerische Landesamt für Denkmalpflege geführt wird. Die folgenden Angaben ersetzen nicht die rechtsverbindliche Auskunft der Denkmalschutzbehörde.

## Bodendenkmäler in Krummennaab
| Lage                   | Objekt                                                                                      | Akten-Nr.     | Bild |
| ---------------------- | ------------------------------------------------------------------------------------------- | ------------- | ---- |
| (Standort)             | Mittelalterlicher Turmhügel.                                                                | D-3-6138-0002 |      |
| (Standort)             | Mittelalterlicher Burgstall.                                                                | D-3-6138-0005 |      |
| (Standort)             | Spätpaläolithische Freilandstation.                                                         | D-3-6138-0009 |      |
| (Standort)             | Spätpaläolithische Freilandstation.                                                         | D-3-6138-0023 |      |
| (Standort)             | Spätpaläolithische und mesolithische Freilandstation.                                       | D-3-6138-0024 |      |
| (Standort)             | Spätpaläolithische und mesolithische Freilandstation.                                       | D-3-6138-0025 |      |
| (Standort)             | Spätpaläolithische und mesolithische Freilandstation.                                       | D-3-6138-0026 |      |
| Trautenberg (Standort) | Spätpaläolithische und mesolithische Freilandstation.                                       | D-3-6138-0029 |      |
| (Standort)             | Spätpaläolithische und mesolithische Freilandstation.                                       | D-3-6138-0062 |      |
| (Standort)             | Archäologische Befunde des abgegangenen Schlosses von Krummennaab                           | D-3-6138-0068 |      |
| (Standort)             | Archäologische Befunde des Mittelalters und der frühen Neuzeit im Bereich der Evang. Kirche | D-3-6138-0069 |      |
| (Standort)             | Archäologische Befunde des abgegangenen Schlosses von Burggrub                              | D-3-6138-0071 |      |
| (Standort)             | Archäologische Befunde im Bereich der mittelalterlichen Burgruine Trautenberg.              | D-3-6138-0072 |      |
| (Standort)             | Archäologische Befunde im Bereich des Schlosses von Thumsenreuth                            | D-3-6138-0073 |      |
| (Standort)             | Archäologische Befunde des Mittelalters und der frühen Neuzeit im Bereich der Evang. Kirche | D-3-6138-0075 |      |
| (Standort)             | Spätpaläolithische und mesolithische Freilandstation.                                       | D-3-6138-0086 |      |
| (Standort)             | Archäologische Befunde des frühneuzeitlichen Landsassensitzes Lehen                         | D-3-6138-0090 |      |
| (Standort)             | Frühneuzeitliche Wüstung „Reisermühle“.                                                     | D-3-6138-0091 |      |
| (Standort)             | Spätpaläolithische Freilandstation.                                                         | D-3-6138-0093 |      |
| (Standort)             | Archäologische Befunde des Mittelalters und der frühen Neuzeit                              | D-3-6138-0096 |      |
| (Standort)             | Frühneuzeitliche Wüstung „Angermühle“.                                                      | D-3-6138-0097 |      |